# Années 1970 en France

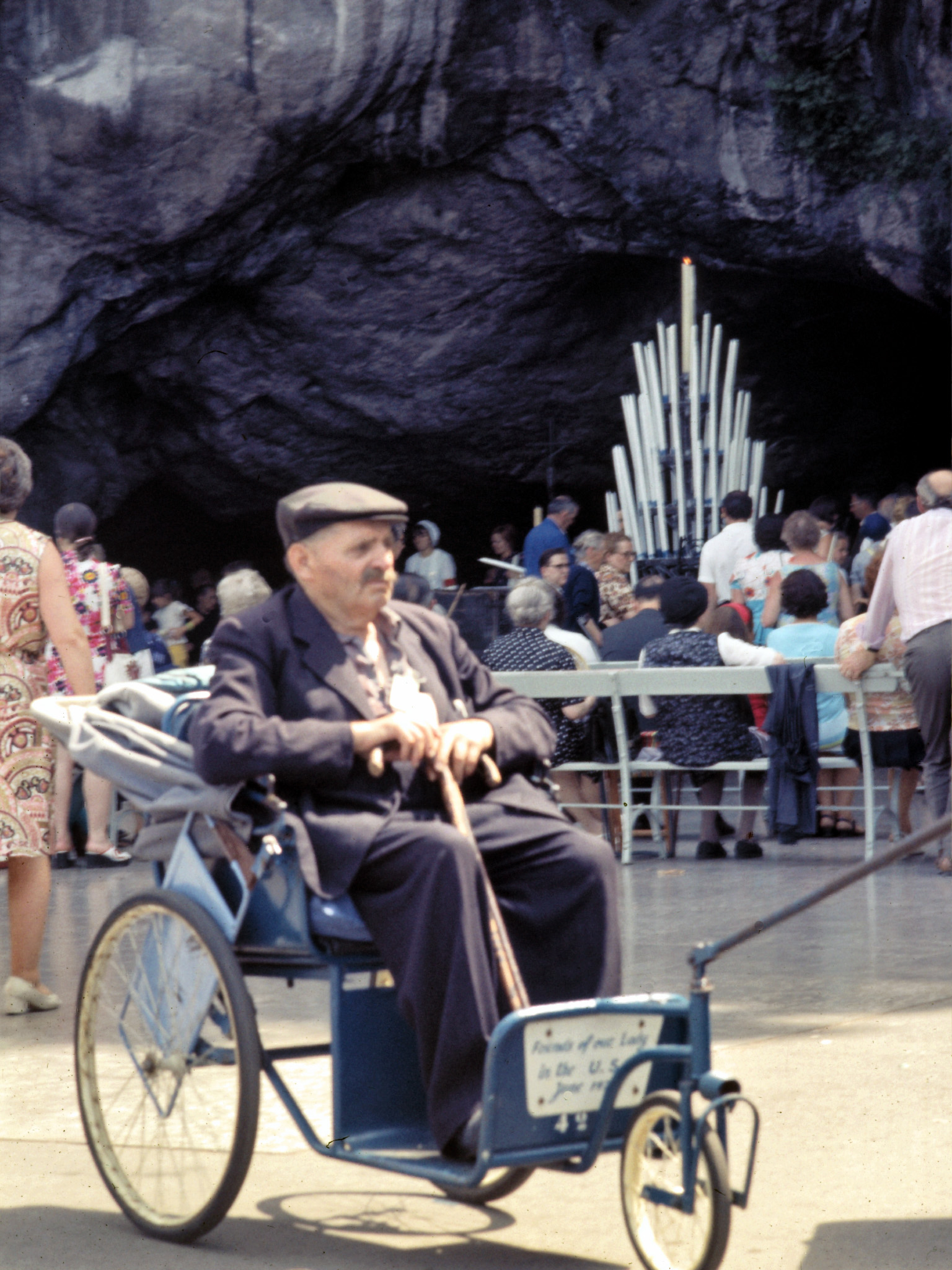
Lourdes, Août 1973

Pour des articles plus généraux, voir Années 1990, Histoire de la France sous la Cinquième République et Chronologie de la France sous la Ve République.

## 1970
- En janvier, persistance de l'agitation étudiante, notamment à Nanterre
- 31 janvier : fermeture des Forges de Moyeuvre-Grande (Lorraine) après plusieurs siècles d'existence.
- 4 février : congrès du PCF à Nanterre (4-8 fév) : exclusion de Garaudy, ascension de Georges Marchais.
- 4 mars : le sous-marin français Eurydice, disparaît au large de Saint-Tropez avec ses 57 hommes d’équipage.
- 8 mars : élections cantonales : succès du PCF et du PSU (8-15 mars).
- 9 mars : mécontentement des petits commerçants, Gérard Nicoud appelle à la grève de l'Impôt.
- 19 mars : grève des commerçants et des camionneurs (19-24 mars).
- 8 avril : grève générale des commerçants.
- 30 avril : loi anticasseur.
- 8 mai : attaque de Fauchon par un commando maoïste.
- 27 mai : vive agitation au Quartier latin de Paris (27-28 mai).
- 19 juin : congrès du PS, François Mitterrand, invité, propose une union de la Gauche.
- 26 juin : interpellation de Jean-Paul Sartre sur la voie publique, alors qu'il distribue La Cause du Peuple, le journal de la Gauche prolétarienne.
- 9 juillet : la durée du service militaire français est ramenée à un an
- En août, manifestations féministes à Paris.
- En septembre, grève de la faim de 29 gauchistes emprisonnés, dont Alain Geismar.
- 20 octobre : condamnation de Alain Geismar à 18 mois de prison.
- 29 octobre : l'épiscopat français prend position contre le commerce des armes.
- 1er novembre : incendie du dancing « Le 5-7 » à Saint-Laurent-du-Pont, les issues de secours sont bloquées, 146 jeunes gens de moins de 25 ans,  périssent dans cette catastrophe. Documentaire « la dernière danse au 5-7 », de France 3 (novembre 2010), visible sur ce site : http://vimeo.com/16423897 . Série de 5 reportages (France 3, novembre 2008) encore visibles sur le site suivant : http://rhone-alpes-auvergne.france3.fr/dossiers/48686712-fr.php
- 9 novembre : mort du Général de Gaulle
- 15 novembre : censure de Hara-Kiri, qui lance Charlie Hebdo.
- 13 décembre : la Convention des Institutions Républicaines (CIR) approuve le projet de Mitterrand de fusion avec le PS.
- Création d'une 22e région française (la Corse).
- Introduction des stock options dans le droit des sociétés.
- EDF choisit la technologie américaine de l’eau pressurisée, développée en France par Framatome filiale à 51 % de Creusot-Loire et à 45 % de Westinghouse.

## 1971
- 7 janvier : Remaniement ministériel. Création du ministère de la Protection de la Nature et de l'Environnement
- 4 février : projet de décentralisation de l'ORTF.
- 9 mars : Meeting d'Ordre nouveau, affrontements avec les gauchistes.
- 14 mars : élections municipales (14-21 mars).
- 11 juin : congrès du Parti socialiste (PS) à Épinay : François Mitterrand en prend le contrôle (11-13 juin).
- 19 juin : Jean-Paul Sartre est inculpé de diffamation contre la police.
- 1er juillet : le stationnement payant est instauré à Paris.
- 12 juillet : début de la destruction des Halles de Paris.
- 26 septembre : élections sénatoriales favorables à la majorité.
- 9 octobre : Michel Poniatowski propose une grande fédération des centristes.
- 12 octobre : Georges Marchais présente un programme pour un gouvernement d'union populaire.
- 28 octobre : Michel Debré, ministre de la Défense, prend la décision d'extension du camp militaire du Larzac
- 17 octobre : Jean-Jacques Servan-Schreiber devient président du Parti radical.
- 6 novembre : manifestation de 6 000 personnes à Millau contre l'extension du camp du Larzac
- 23 novembre, la grâce est accordée à Paul Touvier, chef de la milice de Lyon, un événement qui passe inaperçu.
- 3 décembre piratage d'un avion de la Pakistan International Airlines, le vol 711, à Orly, par l'aventurier Jean Kay

## 1972
- 11 janvier : publication du programme de gouvernement du PS.
- 19 janvier : publication de la feuille d'impôt de Jacques Chaban-Delmas par le Canard enchaîné.
- 8 mars : entrée en vigueur du décret sur la contraception.
- 24 mars : inauguration du Turbotrain (futur TGV)
- 28 mars : « Serment des 103 » au Larzac
- 6 avril : Brigitte Dewèvre, 16 ans, est retrouvée morte dans un terrain vague. C'est le début de l'affaire de Bruay-en-Artois
- 23 avril : référendum sur l'admission du Royaume-Uni, de l'Irlande, du Danemark et de la Norvège au sein de la CEE : 40 % d'abstentions, 7 % de blancs, 67,7 % de oui.
- 27 juin : Programme commun de gouvernement signé entre le PS, le PCF et le MRG en France.
- 5 juillet : démission du Premier ministre Jacques Chaban-Delmas
- 6 juillet : nomination de Pierre Messmer au poste de Premier ministre
- 14 juillet : manifestation de 20 000 personnes à Rodez contre l'extension du camp militaire du Larzac
- 6 septembre : Le gouvernement rend public son plan social.
- 5 octobre : Fondation par Jean-Marie Le Pen du Front national (FN), issu de formations d'extrême droite telles qu'Ordre nouveau, ou Occident.
- 25 octobre : un troupeau de 60 brebis est conduit par des paysans du Larzac sur les pelouses du Champ-de-Mars à Paris
- 26 décembre : signature par le préfet de la déclaration d'utilité publique de l'extension du camp du Larzac.
- 13 décembre : congrès du PCF, Georges Marchais secrétaire général (13-18 déc.).
- Entrée en vigueur du décret sur la contraception en France.
- Obligation de l'affiliation de tous les salariés à un régime complémentaire de retraite.

## 1973
- 1er janvier : Pierre Messmer présente à Provins le programme de la majorité.
- 6 février : incendie du CES Pailleron à Paris : 21 morts.
- 11 mars : victoire de la droite aux élections législatives
- 2 avril : Edgar Faure président de l'Assemblée nationale.
- 3 avril : Pierre Messmer, Premier ministre, se succède à lui-même.
- 18 avril : premier numéro du quotidien Libération
- En avril, manifestations lycéennes contre la loi Debré qui supprime les sursis longs au service militaire.
- 5 mai : manifestations pour le droit à l'avortement.
- 3 juin : un Tupolev 144 s'écrase à Goussainville faisant 14 morts, lors d'une démonstration pendant le salon du Bourget.
- 21 juin : meeting d'Ordre nouveau à Paris. Violents affrontements entre militants d'extrême gauche, CRS et militants d'extrême droite.
- 22 juin : congrès du PS, François Mitterrand réélu premier secrétaire (22-24 juin).
- 28 juin : dissolution de la Ligue communiste et d'Ordre nouveau.
- 30 juin : éclipse totale du soleil la plus longue du siècle (6 min 20 s).
- 11 juillet : un Boeing 707 de la compagnie Varig s'écrase dans la plaine de Saulx-les-Chartreux. 124 morts, 11 survivants.
- 14 août : évacuation par la police de l'usine Lip de Besançon.
- 25 août : rassemblement à La Cavalerie les 25 et 26 août de 80 000 personnes par les Paysans-travailleurs contre l'extension du camp militaire du Larzac.
- 23 septembre : élections cantonales, progression du PS aux dépens du PCF et de la majorité.
- 19 octobre : vote de la loi Royer sur les grandes surfaces.
- En octobre, Assemblée et Sénat décident la réduction à cinq ans du mandat présidentiel, mais Georges Pompidou annule la convocation du Congrès.
- 4 décembre : début de l'affaire des micros du Canard enchaîné.
- 14 décembre : l'Assemblée renvoie en commission le projet de loi sur l'avortement.

## 1974
- 26 janvier : échec de la motion de censure déposée par la Gauche.
- 1er mars : Pierre Messmer, premier ministre, se succède à lui-même.
- 8 mars : 
  - Inauguration de l'aéroport actuel Charles-de-Gaulle.
  - Manifestations étudiantes et lycéennes contre la loi Fontanet.
- 2 avril : mort de Georges Pompidou, président français. Alain Poher est président de la France par intérim
- 5 mai : premier tour de l'élection présidentielle.
- 19 mai : élection de Valéry Giscard d'Estaing à la présidence de la République
- 28 mai : nomination de Jacques Chirac au poste de Premier ministre
- 5 juillet : 
  - La majorité civique passe de 21 à 18 ans.
  - Françoise Giroud, femme politique, entre au gouvernement à la tête du nouvellement créé secrétariat d'État à la condition de la femme.
  - La première décision du tout nouveau secrétariat d'état aux travailleurs immigrés est de suspendre l'immigration des travailleurs non-européens.
- 16 juillet : création d'un secrétariat d'État à la condition féminine.
- 23 juillet : éclatement de l'ORTF.
- 17 août : second rassemblement le 17 et 18 août au Larzac contre l'extension du camp militaire: plus de 100 000 personnes se rendent sur le Causse
- 15 septembre : réalisation du dernier des essais nucléaires français atmosphériques.
- 21 octobre : réforme de la saisine du Conseil constitutionnel (60 sénateurs, ou 60 députés).
- En octobre, grève des PTT (octobre-décembre).
- 15 décembre : Jacques Chirac prend le contrôle de l'UDR.
- 20 décembre : vote de la loi Veil sur l'interruption volontaire de grossesse (avortement ou IVG).
- Accélération du programme nucléaire français : 16 unités envisagées (Messmer).

## 1975
- 6 janvier : remplacement de l'ORTF par 7 sociétés de l'audiovisuel public : Radio-France, INA (Institut National de l'Audiovisuel), SFP (Société Française de Production), TF1 (Télévision Française 1), Antenne 2, FR3 (France-Régions 3), TDF (Télédiffusion de France).
- 17 janvier : loi relative à l'interruption volontaire de la grossesse (loi Veil) défendue par Simone Veil.
- 12 avril : l'aéroport de Lyon-Satolas (aujourd'hui appelé Saint-Exupéry) est inauguré par Valéry Giscard d'Estaing, président de la République Française.
- 24 avril : la dernière DS sort des chaînes de fabrication de Citroën.
- 25 avril : mort du chanteur Mike Brant, 28 ans.
- 29 avril : généralisation de la sécurité sociale à l'ensemble de l'activité professionnelle.
- 6 juin : parution du premier numéro de Gardarem lo Larzac.
- 18 juin : loi facilitant le divorce.
- 30 juin : loi d'orientation en faveur des personnes handicapées
- 30 juin : loi sur les institutions sociales et médico-sociales
- 1er juillet : mise en circulation de la carte orange dans les transports en commun de Paris et d'Île-de-France
- 6 juillet : indépendance des Comores
- 11 juillet : loi Haby sur l'enseignement secondaire, instituant le « collège unique ».
- 21 août : affaire d'Aléria en Corse : mort de deux gendarmes mobiles.
- 30 décembre : le commissariat à l'énergie atomique français rachète 30 % des actions de Framatome détenue par l'américain Westinghouse et détenteur de la technologie des réacteurs nucléaires à eau pressurisée, pour le prix de 1 200 tonnes d'uranium d'une valeur de 25 millions de US dollars.
- 31 décembre : réforme du statut de Paris, qui aura désormais un maire.
- Création du Conservatoire national du littoral.
- En novembre, le nombre des chômeurs en France dépasse un million.

## 1976
- 1er janvier : TF1 passe en SECAM / VHF / 625 lignes, et diffuse ses premières émissions en couleur.
- 7 janvier : le congrès du PCF abandonne la notion de dictature du prolétariat.
- 1er avril : premier changement d'horaire d'été, d'hiver.
- 8 avril : Peugeot prend le contrôle de Citroën.
- 3 mai : mise en liquidation de la fabrique d'horlogerie LIP à Besançon
- 5 mai : naissance du Front de libération national de la Corse (FLNC).
- 21 mai : fondation du Centre des démocrates sociaux CDS.
- 19 mai : création du loto.
- 23 juin : loi sur la taxation des plus-values du capital.
- 14 juillet : Albert Spaggiari réalise le « casse du siècle » à la Société générale de Nice.
- 25 août : démission de Jacques Chirac du poste de Premier ministre
- 27 août : nomination de Raymond Barre au poste de Premier ministre
- 15 septembre : création d'un Impôt de solidarité contre la Sécheresse.
- 22 septembre : plan Barre de lutte contre l'inflation.
- 14 octobre : en France, marée noire à la suite du naufrage du pétrolier Bohlen au large d'Ouessant
- 5 décembre : Jacques Chirac crée le RPR (Rassemblement pour la République) en remplacement de l'UDR.
- 24 décembre : assassinat à Paris de Jean de Broglie.

## 1977
Apparition du Mouvement autonome.
- 27 février : les catholiques traditionnels occupent l'église Saint-Nicolas-du-Chardonnet.
- 13 mars : élections municipales, la gauche devient majoritaire et Jacques Chirac devient le premier maire de Paris (13-20 mars).
- 23 mars : assassinat de Jean-Antoine Tramoni par les Noyaux armés pour l'autonomie populaire (NAPAP)
- 19 mai : les Républicains indépendants (RI) deviennent Parti républicain (PR).
- 30 et 31 juillet : manifestation pacifiste antinucléaire à Creys-Malville contre la construction du surgénérateur Superphénix : mort d'un manifestant Vital Michalon.
- 13 août : nouveau rassemblement les 13 et 14 août au Larzac contre l'extension du camp militaire : environ 50 000 personnes.
- 21 septembre : rupture de l'Union de la Gauche (21-23 septembre).
- 27 juin : indépendance de Djibouti

## 1978
- 6 janvier : adoption de la Loi Informatique et Libertés.
- 7 janvier : programme de Blois de la majorité.
- 21 et 22 janvier : rassemblement à Strasbourg contre l'Espace judiciaire européen
- 27 janvier : discours de Valéry Giscard d'Estaing sur le « Bon choix ».
- 1er février : fondation de l'Union pour la démocratie française (UDF).
- 16 mars : marée noire en Bretagne avec le naufrage de l'Amoco Cadiz.
- 11 mars : mort de Claude François à l'âge de 39 ans.
- 12 mars : premier tour des élections législatives
- 19 mars : élections législatives en France : courte victoire de la Droite : 289 sièges contre 201 (12-19 mars), pour la première fois depuis longtemps, le PS dépasse le PCF.
- 31 mars : Raymond Barre reste Premier ministre.
- 3 avril : Jacques Chaban-Delmas président de l'Assemblée nationale.
- 17 mai : libération des prix industriels en France.
- 19 mai : rapport Nora-Minc sur l'informatisation de la société.
- 20 septembre : adoption du plan de restructuration de la sidérurgie.
- 28 octobre : déclaration négationniste de Louis Darquier de Pellepoix dans une interview publiée par L'Express.
- 2 décembre : 18 paysans marchent 710 km en 25 étapes depuis le Larzac contre l'extension du camp militaire. À leur arrivée, 40 000 personnes défilent aux portes de Paris, le centre-ville étant bloqué par les CRS.
- 6 décembre : Appel de Cochin : Jacques Chirac dénonce la politique européenne de Valéry Giscard d'Estaing
- Loi généralisant la mensualisation de la paie.

## 1979
- 13 janvier : à Paris, des autonomes saccagent des rues proches de la gare Saint-Lazare et des grands magasins du boulevard Haussmann.
- 21 février : mobilisation des historiens contre Robert Faurisson et les négationnistes : « Il n’y a pas, il ne peut pas y avoir de débat sur l’existence des chambres à gaz » (Le Monde). Parmi eux Philippe Ariès, Pierre Chaunu, Fernand Braudel, Michelle Perot, Jacques Le Goff, Pierre Vidal-Naquet, Ernest Labrousse.
- 24 février : manifestations à Longwy contre le plan de restructuration de la sidérurgie.
- 23 mars : à Paris, la marche des sidérurgistes tourne à l'émeute.
- 29 mars : Louis Pauwels popularise le terme de « Nouvelle Droite ».
- 6 avril : congrès du PS à Metz : victoire de François Mitterrand sur Michel Rocard.
- 1er mai : première action revendiquée par le groupe Action directe : mitraillage du siège du patronat français à Paris.
- 26 juin : Jean-Paul Sartre, Raymond Aron, André Glucksmann et Michel Foucault se rendent à l’Élysée pour l’opération « Un bateau pour le Viêt-nam ». Ils demandent 3 000 visas au président Giscard d’Estaing pour les réfugiés embarqués sur le bateau l’Île de Lumière. Celui-ci daigne leur en concéder 1 000. Après quoi Sartre et Aron s’en vont côte à côte, comme ils étaient venus. « Aron était un peu plus ému que Sartre, se souvient André Gluscksmann. Il était plus recueilli. Sartre, déjà aveugle, attachait moins d’importance à la rencontre. »
- 4 septembre : inauguration du Forum des Halles par le maire de Paris, Jacques Chirac.
- 17 septembre : le premier restaurant McDonald's de France ouvre ses portes à Strasbourg, place des Halles.
- 20 septembre : assassinat de Pierre Goldman par deux hommes se réclamant du mystérieux groupe « Honneur de la Police ».
- 3 octobre : suicide de Nikos Poulantzas qui se jette du vingt-deuxième étage de la tour Montparnasse.
- 10 octobre : révélation par Le Canard enchaîné de l'affaire des diamants mettant en cause Valéry Giscard d'Estaing.
- 30 octobre : mort du ministre du Travail Robert Boulin, voir Affaire Robert Boulin
- 31 octobre : convention de Lomé II entre la CEE et des pays ACP.
- En novembre, les ministres RPR refusent de voter le budget (nov-déc).
- 2 novembre : le gangster Jacques Mesrine est tué par des policiers à Paris, près de la porte de Clignancourt.
- 12 décembre : décision de déploiement des Cruise et des Pershing II en Europe de l'Ouest en 1983 si l'URSS laisse les SS-20, début de la « crise des missiles ».
- 27 décembre : intervention soviétique en Afghanistan, fin de la détente.